# Das Konzert (film 1944)
Das Konzert è un film del 1944 diretto da Paul Verhoeven. Basato su un lavoro teatrale di Hermann Bahr, il film aveva come interpreti principali Harry Liedtke, Käthe Haack e Gustav Fröhlich.

## Produzione
Il film fu prodotto dalla Tobis Filmkunst.

## Distribuzione
Distribuito dalla Deutsche Filmvertriebs (DFV), il film fu presentato in prima all'Europahaus di Berlino il 27 ottobre 1944.